# Église Sainte-Eulalie-et-Sainte-Julie d'Alénya
L'église Sainte-Eulalie-et-Sainte-Julie d'Alénya est l'église paroissiale d'Alénya, commune située dans le département français des Pyrénées-Orientales et la région Languedoc-Roussillon.

## Architecture et mobilier
L'église abrite une statue en bois polychrome de Vierge à l'Enfant datant du XIVe siècle ou du XVe siècle classée monument historique depuis 1948.
L'église abrite aussi un retable en bois sculpté polychrome et doré, à deux registres comportant trois niches abritant des statues, au-dessus du soubassement.

### Description de l'iconographie
La niche centrale du premier registre, décalée vers le haut pour faire place au tabernacle est de dimensions plus importantes que les autres, elle abrite la patronne de l'église, sainte Eulalie, sous un dais. À sa droite, une sainte martyre, vraisemblablement sainte Julie (a perdu son attribut qui permet de la nommer) ; à sa gauche, sainte Barbe. Au second registre, la Vierge entre deux saintes que l'on ne peut identifier (sainte Lucie à droite, tenant ses yeux dans ses mains, sainte Agnès à gauche, avec l'agneau (?)). Les corniches sont soutenues par des colonnes torses décorées de feuillages, de fleurs et de pampres.
Les niches latérales du second registre sont cantonnées de statuettes représentant de gauche à droite : saint Pierre pape, saint Joseph, un martyre dominicain (saint Pierre martyr) et un saint non identifié. Le couronnement porte en partie supérieure Dieu le Père entouré d'angelots et de bustes en médaillons.
Le tabernacle lui-même décoré de têtes de putti, oiseaux, fleurs, et de colonnes torses avec des pampres de vigne, présente sur la porte un ostensoir et sur les faces latérales deux statuettes plaquées, représentant saint André et saint Pierre.